# Czipyszewo
Czipyszewo (ros. Чипышево) – wieś (sieło) w Rosji, w obwodzie czelabińskim, w rejonie sosnowskim. W 2010 liczyła 454 mieszkańców.